# Sheldonian Theatre
Le Sheldonian Theatre, situé à Oxford en Angleterre, est l'une des premières réalisations de l'architecte anglais Christopher Wren. Sa construction dura de 1664 à 1668. Le nom du bâtiment trouve son origine en la personne de Gilbert Sheldon, principal contributeur au projet, qu'il finança à hauteur de 14 500 £, et président de l'Université d'Oxford en 1667.
Bien que le terme de théâtre figure dans son nom, il n'a accueilli sa première pièce de théâtre, The Crucible d'Arthur Miller, qu'en 2015,. À l'origine conçu comme bâtiment fonctionnel de l'Université d'Oxford, y accueillant des représentations artistiques et musicales, il est également le lieu de cérémonies universitaires, où les étudiants se voient décerner leurs diplômes en toge noire.
Il offre par ailleurs, du haut de son dôme, une vue panoramique de la ville.

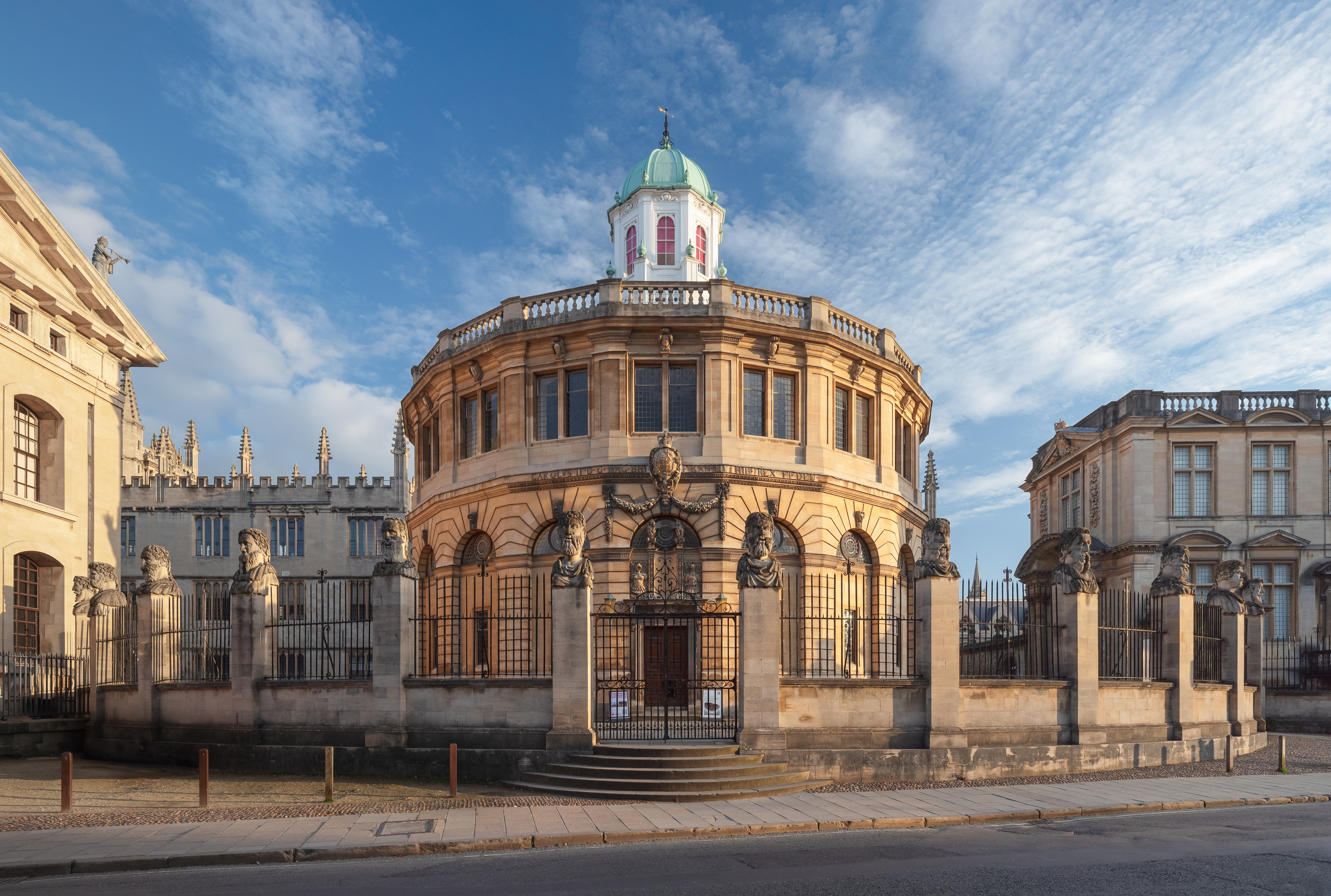
Sheldonian Theatre depuis Broad Street, dans la lumière du soir.

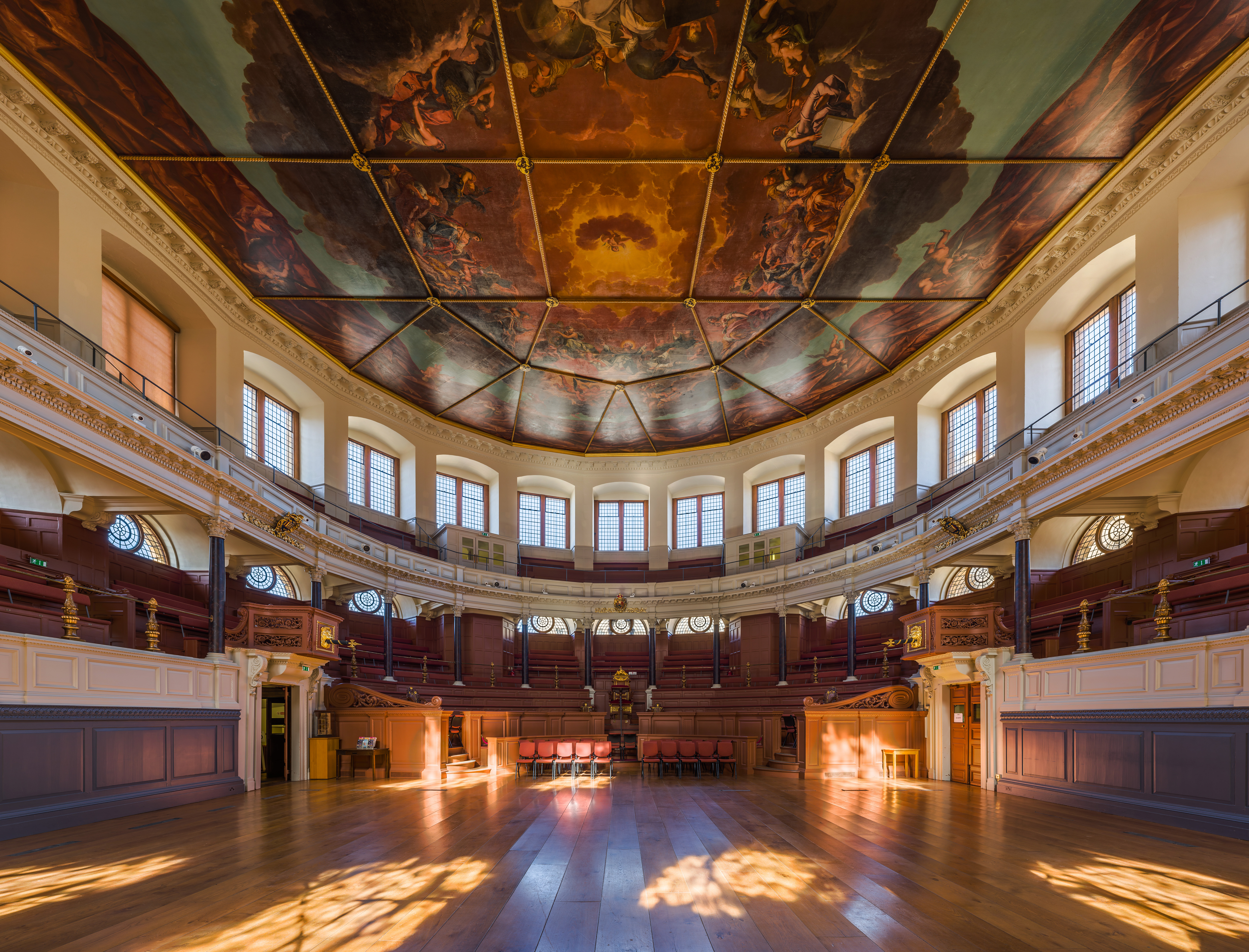
Intérieur du théâtre.